# Meyenburg
Meyenburg est une ville allemande, située dans le land de Brandebourg et dans l'Arrondissement de Prignitz.

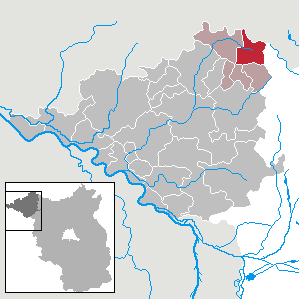
localisation de la ville dans l'arrondissement

## Architecture

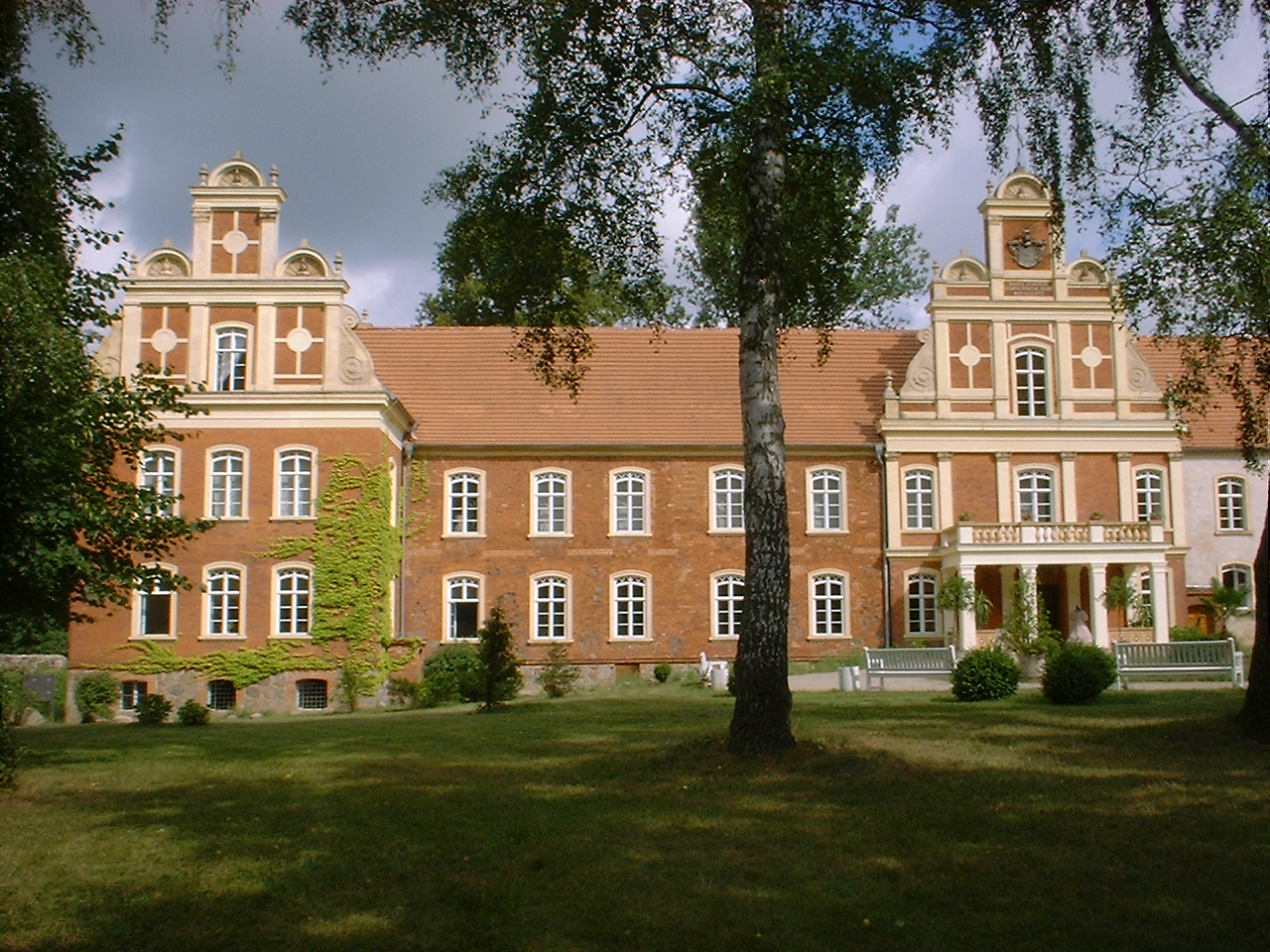
Le château de Meyenburg

- Château de Meyenburg, aujourd'hui musée du château et musée de la mode (ouvert en 2006)